# 天風
天風（あまかぜ）またはハ13は、第二次世界大戦前に東京瓦斯電気工業（後の日立航空機）が開発・製造した航空機用空冷星型エンジンである。なおハ13甲2型のみ、トヨタ自動車工業が開発・製造した。読みは「てんぷう」ではなく「あまかぜ」と読むのが公式には正しい。
海軍に天風として、陸軍にはハ13として採用され、主に陸海軍の中間・高等練習機に搭載されている。大戦後半の陸海軍統合名称はハ23。
実用機向けエンジンの増産のため、エンジン製造用設備を用いずに製造する簡易型の天風一五型が1943年に計画された。これは従来鍛造品を仕上げ加工していたものに鋳造品や鍛造打ち放し品を用いたり、鋳造品も工法を簡易なものにする、歯車は鉄板打ち抜き材を用いる、軸受・ブッシュ類はアルミニウム合金製、ねじは軟鋼製として数も極力削減するなど極度に部品点数の削減・工法簡易化・戦略資源削減を行ったもので、部品は非軍需工場で製造し日立で組み立てを行う計画だった。1944年初めには試作機の耐久試験を終え九三式中間練習機による飛行実験も良好な成績を示したものの、部品供給がなかなか立ち上がらなかったため日立での大規模生産を諦めて正田飛行機製作所で小規模な生産が続けられるに留まった。
現存するものとしては、2012年に十和田湖から引き揚げられた一式双発高等練習機に装備されていたハ13甲2基がある。そのうちの1基は日野自動車のエンジン実験部門と生産技術部門がレストアを実施し、青森県航空協会からの借用という形で2013年から日野オートプラザで展示された後、返却され青森県立三沢航空科学館で機体と共に展示された。レストア時、泥に埋まっていた部分は腐食があったものの水中に出ていた部分は状態がよく、分解すると内部からオイルが出てきたという。レストアを担当した者によれば、素晴らしい技術であるものの部品の生産性などは考慮されていないと感じたという。

## 性能諸元
| 名称      | 名称      | 名称      | 天風一一型        | 天風一二型        | 天風二一型        | 天風三一型        | 天風五改二        | ハ13I・II         | ハ13甲I・II       |
| --------- | --------- | --------- | ----------------- | ----------------- | ----------------- | ----------------- | ----------------- | ----------------- | ----------------- |
| 形式      | 形式      | 形式      | 空冷単列星型9気筒 | 空冷単列星型9気筒 | 空冷単列星型9気筒 | 空冷単列星型9気筒 | 空冷単列星型9気筒 | 空冷単列星型9気筒 | 空冷単列星型9気筒 |
| 内径×行程 | 内径×行程 | 内径×行程 | 130 mm × 150 mm   | 130 mm × 150 mm   | 130 mm × 150 mm   | 130 mm × 150 mm   | 130 mm × 150 mm   | 130 mm × 150 mm   | 130 mm × 150 mm   |
| 排気量    | 排気量    | 排気量    | 17.9 L            | 17.9 L            | 17.9 L            | 17.9 L            | 17.9 L            | 17.9 L            | 17.9 L            |
| 圧縮比    | 圧縮比    | 圧縮比    | 5.2               | 5.2               | 6.65              | 6.65              | 6.65              |                   | 6.82              |
| 寸法      |           |           |                   |                   |                   |                   |                   |                   |                   |
| 全長      |           |           |                   |                   |                   | 1,018 mm          | 1,018 mm          |                   |                   |
| 直径      | 1,236 mm  | 1,236 mm  | 1,192 mm          | 1,162 mm          | 1,192 mm          | 1,208 mm          | 1,208 mm          |                   |                   |
| 乾燥重量  | 乾燥重量  | 乾燥重量  | 295 kg            | 310 kg            | 328 kg            | 337 kg            | 320 kg            | 290 kg            | 320 kg            |
| 離昇馬力  |           |           |                   |                   |                   |                   |                   |                   |                   |
| 馬力      | 340 HP    | 340 HP    | 480 HP            | 500 HP            | 515 HP            | 380 HP            | 515 HP            |                   |                   |
| 回転数    |           |           |                   |                   |                   | 2,100 rpm         | 2,300 rpm         |                   |                   |
| 吸気圧    |           |           |                   |                   |                   | +75 mmHg          | +130 mmHg         |                   |                   |
| 公称馬力  |           |           |                   |                   |                   |                   |                   |                   |                   |
| 馬力      | 300 HP    | 300 HP    | 450 HP            | 430 HP            | 480 HP            | 350 HP            | 480 HP            |                   |                   |
| 回転数    | 1,800 rpm | 1,800 rpm | 2,200 rpm         | 2,200 rpm         | 2,200 rpm         | 2,000 rpm         | 2,200 rpm         |                   |                   |
| 吸気圧    |           |           |                   |                   |                   | +30 mmHg          | +65 mmHg          |                   |                   |
| 高度      | 地上      | 地上      | 地上              | 地上              | 2,000 m           | 地上              | 地上              |                   |                   |
| 出典      | 出典      | 出典      | [ 5 ]             | [ 5 ]             | [ 5 ]             | [ 5 ]             | [ 5 ]             | [ 5 ]             | [ 5 ]             |

## 搭載機
- 天風一一型：九〇式機上作業練習機、九一式中間練習機、九三式中間練習機、九六式小型水上機、十一試機上作業練習機
- 天風一二型：シャム国海軍水上偵察機、零式小型水上機
- 天風二一型：白菊
- 天風三一型：東海
- ハ13（九五式三五〇馬力発動機）：九五式一型練習機、キ105
- ハ13甲（九八式四五〇馬力発動機）：九八式直接協同偵察機、九九式高等練習機、一式双発高等練習機、一式輸送機、二式高等練習機、立川飛行機製 タ号試作特殊攻撃機
- 他：九〇式一号水上偵察機